# 吉田博美
吉田 博美（よしだ ひろみ、1949年〈昭和24年〉6月17日 - 2019年〈令和元年〉10月26日）は、日本の政治家。位階は従三位。
参議院議員（3期）、国土交通大臣政務官（第3次小泉内閣）、参議院国土交通委員長、参議院政治倫理審査会会長、自由民主党参議院国会対策委員長、自由民主党参議院幹事長、自由民主党総裁特別補佐、長野県議会議長（第75代）、長野県議会議員（5期）などを務めた。

## 来歴
山口県柳井市生まれ。長野県下伊那郡松川町育ち。長野県飯田高等学校、早稲田大学社会科学部卒業。スイスやイギリスへの留学を経て、中島衛、金丸信両衆議院議員の秘書を務める。1983年、長野県議会議員選挙に立候補し、初当選。以後県議を5期17年にわたり務め、2000年3月から1年間、長野県議会議長も務める。
2001年、第19回参議院議員通常選挙に自由民主党公認で長野県選挙区（定数2）から立候補。現職の羽田雄一郎（民主党）を抑え、トップ当選を果たした。2005年、第3次小泉内閣で国土交通大臣政務官（社会資本整備担当）に任命される。2007年の第21回参議院議員通常選挙で再選。2007年より参議院国土交通委員長。
2011年、東日本大震災の復興補正予算が議論される中、復興予算捻出のためのODA削減案に反対する超党派の勉強会に参加した。2012年9月、安倍晋三総裁の下で幹事長代理に起用される。2013年の第23回参議院議員通常選挙では、長野県選挙区でトップ当選し、3選。2014年、裁判官弾劾裁判所裁判長に就任。
2014年9月、自民党参議院国会対策委員長に起用された。2016年、自由民主党参議院幹事長に就任。
参院幹事長時代の2017年6月にはテロ等準備罪法案の成立に尽力した。委員会採決を省略して本会議ですぐに採決する「中間報告」による法案成立に踏み切り法案を成立させ、参院自民党の存在感を示した。同年8月の第3次安倍第3次改造内閣では吉田が推薦する2名を含む4名の参議院議員が入閣したが、これには安倍がテロ等準備罪法案等での吉田の働きを考慮した結果であるとされる。
吉田は党内では平成研究会（当時は額賀派）に所属したが、2018年初頭には求心力が低下していた派閥会長の額賀福志郎に退任を強く求め、額賀の退任と竹下亘の派閥会長就任を主導した。2018年9月の自民党総裁選挙に向けては、半年以上にわたり「平成研（竹下派）は衆参結束して首相（安倍晋三）支持」という流れを作ろうと腐心したが、竹下派に強い影響力を持ち、また吉田が政治の師と仰ぐ青木幹雄元参院議員会長が石破茂を支持する意向を示すと、青木の意向を汲み、参院竹下派を石破支持でまとめた。この際吉田は「親分を裏切ったら、一生人を裏切る人間とみられる。心情的には安倍首相を支持したいが、私にはできない」と複雑な心境を漏らしたとされる。
2018年10月、翌2019年に行われる第25回参議院議員通常選挙では、長野県選挙区から立候補をしないことを表明する。その後も比例代表での立候補を模索していたが、2019年4月23日、1年以上前に転倒し右足を痛め、その後回復が思わしくなく不調を抱えていたことから精密検査を行った結果、手術を要する脳腫瘍を患っていることが発覚した。このため選挙運動ができないとして立候補を見送り、政界からの引退を表明した。
同年8月7日、自由民主党総裁特別補佐に就任。10月11日には自由民主党憲法改正推進本部特別顧問に就任したが、直後の10月26日午後、呼吸不全のため東京都内の病院で死去。70歳没。死没日をもって従三位叙位、旭日大綬章追贈。

## 政策
- 憲法改正に賛成。
- 集団的自衛権の行使は認められない。
- 首相や閣僚の靖国神社参拝は問題ない。
- 村山談話・河野談話を見直すべきでない。
- 原発は当面必要だが将来的に廃止すべき。
- 雇用の金銭解決制度導入に反対[23]。

## 所属団体・議員連盟・役職
- 神道政治連盟国会議員懇談会[24]
- みんなで靖国神社に参拝する国会議員の会[24]
- 日韓議員連盟
- 北京オリンピックを支援する議員の会
- TPP交渉における国益を守り抜く会
- 禁煙推進議員連盟
- 自民党国際人材議員連盟
- ラグビーワールドカップ2019日本大会成功議員連盟（幹事）
- 長野県ラグビーフットボール協会会長[25]